# Pseudohermaphroditismus
Pseudohermaphroditismus oder unechte Zwittrigkeit bezeichnet beim Menschen eine Ausbildung äußerer (sekundärer) Geschlechtsmerkmale bei Personen, die den Karyotyp und die inneren Genitale des jeweils entgegengesetzten Geschlechts aufweisen. Er tritt also in zwei Formen auf.
- Beim weiblichen Pseudohermaphroditismus ist der Karyotyp der Geschlechtschromosomen XX, in den Keimdrüsen ausschließlich ovarielles Gewebe ausgebildet, in den inneren Genitalien sind die Organsysteme des Müller-Gangs ausgeprägt. Es werden aber äußere männliche Genitalien und andere männliche sekundäre Geschlechtsmerkmale gebildet.
- Beim männlichen Pseudohermaphroditismus ist der Karyotyp der Geschlechtschromosomen XY, in den Keimdrüsen wird testikuläres Gewebe ausgebildet, innere und äußere Genitalien sind jedoch unvollständig entwickelt.

Die Individuen selbst werden als Pseudohermaphroditen, Scheinzwitter oder unechte Zwitter bezeichnet.
Die Bezeichnungen Pseudohermaphroditismus und Hermaphroditismus sollen nach dem Beschluss der Fachgesellschaften im Consensus Statement on Management of Intersex Disorders seit 2006 nicht mehr verwendet werden, sie werden durch die neue Bezeichnung DSD abgelöst. Der Begriff gilt daher in der medizinischen Fachsprache als veraltet. Beim Menschen spricht man daher im Fall der unechten Zwittrigkeit von Intersexualität, intergeschlechtlichen Menschen. In der Medizin wird dies als Störungen der Geschlechtsentwicklung (disorders of sex development, DSD), seit kürzerem auch als Variation der Geschlechtsentwicklung (differences of sex development, DSD) bezeichnet. Damit soll die negative Zuschreibung im Sinne von Krankheit/Störung vermieden werden, auch wenn unter der Bezeichnung einzelne Formen mit Krankheitswert vorhanden sind.

## Beim Menschen
In der Regel ist bei Intersexualität das Geschlechtsorgan „ungewöhnlich“ geformt, u. a. eine große Klitoris, selten ist die Bestimmung des Geschlechts visuell unmöglich. In der zweiten Hälfte des 20. Jahrhunderts wurde dies bald nach der Geburt operativ „korrigiert“ und damit ein geschlechtstypisches Aussehen hergestellt; mittlerweile gilt diese Praxis als überholt.

## Im Tierreich
Der Ausdruck Pseudohermaphroditismus wurde, in einer anderen Bedeutung, durch die Biologin Martha Garrett Jenner in die Zoologie eingeführt. Bei einer Meeresschnecke einer gewöhnlich getrenntgeschlechtlichen Art beobachtete sie, dass es unter bestimmten Umwelteinflüssen zur Ausbildung weiblicher Keimdrüsen bei ansonsten männlichen Individuen kommt. Da Hermaphroditismus im Tierreich enger definiert ist als im allgemeinen Sprachgebrauch und nur für Arten verwendet wird, bei denen gewöhnlich männliche und weibliche Gameten auf demselben Organismus gebildet werden (entweder gleichzeitig: simultan, oder nacheinander: sukzessiv) ist die Auslösung des Phänomens durch Umwelteinflüsse eine ungewöhnliche Sonderform.

## Wortherkunft
Das Wort Pseudohermaphrodit („unechtes zweigeschlechtliches Wesen“) leitet sich aus dem Griechischen von pseudo und  hermaphroditos ab. Ovid beschrieb in seinen Metamorphosen, wie aus dem Sohn Aphrodites und Hermes’ durch die feste Umarmung der verliebten Nymphe Salmakis ein zweigeschlechtliches Wesen entstand, und deutet dies als Ätiologie der Zwitterbildung. Siehe Weiteres auch im entsprechenden Kapitel bei Hermaphroditismus.